# Hungkiichthys
Hungkiichthys är ett utdött släkte av förhistoriska benfiskar som levde under yngre jura.